# 北京大学天文学系
北京大学天文学系（英語：Department of Astronomy, Peking University），是北京大学物理学院下属的一个系，成立于2000年6月。

## 历史
1920年代，蔡元培任北大校长时曾考虑建天文系，但因条件不成熟未能实现，仅安排数学系秦汾、天文学家高鲁在北大讲授天文课。1952年院系调整，北大成立数学力学系，戴文賽到该系讲授天文学。1954年，戴文赛调至南京大学天文系，北大天文学科的教学科研活动中断。1958年，北大物理系拆分为物理系、技术物理系、无线电电子学系和地球物理系。1960年8月，地球物理系设置天体物理专业。1964年，在“调整、巩固、充实、提高”的方针下，教育部命令北大天体物理专业停办。文化大革命中，地球物理系系主任苏士文因未彻底解散天文教研室而受到冲击。1972年，北大军宣队副政委王连荣受未名湖岛亭的6米口径射电望远镜影响，为响应毛泽东“大学还是要办的，我这里主要说的是理工科大学还要办”的指示，恢复天体物理专业，于1972、1974和1975年招收了三届工农兵学员。1978年，天体物理专业开始招收本科生和研究生。1985年，成立天体物理博士点，开始招收博士生。1998年5月，北京大学天体物理中心成立，由中国科学院和北京大学共建。1999年，建立天体物理博士后流动站。2000年6月，天体物理专业扩展为天文学系，陈建生任系主任。2001年5月18日，天文系联合物理系等其他单位，成立北京大学物理学院。2006年6月，北京大学与美国科维理基金会合作，成立科维理天文与天体物理研究所，林潮任所长。

## 历任系主任
- 陈建生（2000年6月－2011年9月）
- 吴学兵（2011年9月－2014年3月）
- 刘富坤（2014年3月－2018年11月）
- 吴学兵（2018年11月至今）[5]

## 知名系友
- 熊大闰，1962届天体物理专业，1991年当选中国科学院院士。
- 陈建生，1963届天体物理专业，1991年当选中国科学院院士。
- 艾国祥，1963届天体物理专业，1993年当选中国科学院院士。
- 苏洪钧，1963届天体物理专业，曾任LAMOST望远镜项目总经理。
- 李淼，1982届天体物理专业，2013年起任中山大学天文与空间科学研究院院长。[6]
- 沈志强，1989届天体物理专业硕士研究生，2017年起任上海天文台台长。[7]